# Амелін (Любартівський повіт)
Амелін (пол. Amelin) — село в Польщі, у гміні Камйонка Любартівського повіту Люблінського воєводства.
Населення — 97 осіб (2011).
У 1975-1998 роках село належало до Люблінського воєводства.

## Демографія
Демографічна структура станом на 31 березня 2011 року:
|          | Загалом | Допрацездатний вік | Працездатний вік | Постпрацездатний вік |
| -------- | ------- | ------------------ | ---------------- | -------------------- |
| Чоловіки | 46      | 10                 | 29               | 7                    |
| Жінки    | 51      | 7                  | 25               | 19                   |
| Разом    | 97      | 17                 | 54               | 26                   |